# Andreas Grote
Andreas Grote (* 29. August 1929 in Dessau/Anhalt; † 24. Januar 2015 in Oldsum auf Föhr) war ein deutscher Kunsthistoriker und Museumssachverständiger.

## Leben
Der Sohn des damaligen Landeskonservators Ludwig Grote und der Gertrud Maud geb. Schmitt absolvierte sein Abitur am Staatlichen Wilhelmsgymnasium in München 1949. In dieser Zeit reiste er als Begleiter des Künstlers Fritz Winter und des Kunstkritikers Werner Haftmann zum ersten Mal nach Italien. Nach einem Baupraktikum studierte er Architektur in München und Stuttgart und danach Kunstgeschichte in München und Würzburg. 1959 verfasste er seine Dissertation an der Universität München, nach längeren Aufenthalten in Florenz zu Archivarbeiten; er arbeitete daneben als Fotograf und Übersetzer.
1959/60 absolvierte er ein Volontariat in West-Berlin an den Staatlichen Museen zu Berlin, wo er unter Generaldirektor Leopold Reidemeister in der Nationalgalerie arbeitete und unter Adolf Greifenhagen in der Antikenabteilung mit der Inventarisierung antiker Edelmetallbestände und vor allem mit der Feststellung kriegsbedingter Verluste befasst war. Anschließend erhielt er den Auftrag, den Deutschen Kunsthistorikertag in Basel (1960) zu organisieren. Bei Andreas Moritz an der Akademie der Künste in Nürnberg absolvierte Grote bis Mitte 1961 dann eine Lehre und arbeitete als Silberschmied. Zurück in Italien pflegte Grote Freundschaften mit zahlreichen Künstlern, u. a. mit Giorgio Morandi, Bruno Pulga, Guido Strazza, und schloss sich dem Kreis der Schüler um den Kunsthistoriker Roberto Longhi an.
1963 heiratete Grote Laura Tieri, Tochter des Dirigenten Emidio Tieri. In den Jahren 1963 und 1964 war er Assistent am Kunsthistorischen Institut in Florenz unter Ulrich Middeldorf. Im April 1965 erhielt er durch Generaldirektor Stephan Waetzoldt die Berufung nach Berlin als Leiter des Außenamtes der Staatlichen Museen zu Berlin der Stiftung Preußischer Kulturbesitz. Von 1965 bis 1968 war er tätig als Baureferent für die Neue Nationalgalerie (Architekt: Ludwig Mies van der Rohe). Zudem entwickelte er museumspädagogische Strategien. Grote war seit 1975 Vorstandsmitglied des Deutschen Museumsbunds, Mitglied des ICOM und des ICOMOS sowie 1979/80 Gründungsdirektor des Instituts für Museumskunde (heute: Museumsforschung) bei der Stiftung Preußischer Kulturbesitz in Berlin. Bis zum Mauerfall 1989/90 hatte Grote unter häufig schwierigen Umständen fachliche Kontakte mit den Ostberliner und anderen Museen in der DDR gepflegt.
Zum 1. Januar 1994 trat Grote in den Ruhestand. Nach seiner Pensionierung betrieb er für die UNESCO Planung und Organisation von internationalen Sommerkursen der Staatlichen Schlösser und Gärten in Potsdam und war als Berater des Italienischen Kultusministeriums tätig; in Georgien, Sizilien und Zypern war er als Gutachter und bezüglich der UNESCO-Welterbeliste tätig.

## Publikationen
- der vollkommen architectus, Baumeister und Baubetrieb bis zum Anfang der Neuzeit. In: Bilder aus Deutscher Vergangenheit (= Germanisches Nationalmuseum Nürnberg, Band 23). Prestel, München 1959.
- Das Dombauamt in Florenz 1285–1370. Studien zur Geschichte der Opera di Santa Reparata (Dissertation bei Hans Sedlmayr und L. H. Heydenreich). Prestel, München 1959.
- Bruno Pulga. Cappelli, Bologna 1960.
- Cellini in Gara. In: Il Ponte. Anno XIX, n.1 (Jan. 1963), S. 75 f.
- Pieter Bruegel, in: I Maestri del Colore, fasc. 11, Fratelli Fabbri Editori, Mailand 1963
- A hitherto unpublished document on Benozzo Gozzolis frescoes in the Medici chapel. In: Journal of the Warburg & Courtauld Institutes. Band XXVII, London 1964.
- Breviarium Grimani, hrsgg. v.A.G., Berlin 1973. Beschreibung der Miniaturen (ab S. 35). Übersetzung sämtl.ital.Beiträge.
- Museen als Bildungsstätten, in: Museumspädagogik – Museen als Bildungsstätten, Hrsg. von Wolfgang Klausewitz, Deutscher Museumsbund 1975, S. 31 ff.
- Arbeiter in die Museen. in: B(erliner) M(useen), Beiheft Museumspädagogik, 1975, S. 2 f.
- Florenz, Gestalt und Geschichte eines Gemeinwesens. Prestel, München 1965. Bis 1997 sieben jeweils neu bearbeitete Auflagen. 2007 achte Ausgabe als „Lesebuch“.
- Nature and Art, Some Epistemical Gleanings from the Medici Exhibitions Florence 1980.
- Das  Institut für Museumskunde (IfM), in: Jahrbuch Preußischer Kulturbesitz. Bd. XVII, 1980, S. 185 f.
- Florenz und die Toskana der Medici. in: Museumskunde Bd. 45, Heft 3, 1980, S. 142f.
- Lectures in Jerusalem Nov. 1981: Art and Science in the Service of Legitimation und A System for the Wonders of Creation. In: Materialien zur Geschichte des Sammelns, zwei Vorträge in Israel 1982 und 1983. In: Materialien aus dem Institut für Museumskunde. Heft 7, Berlin 1983.
- Das Deutsche  Sportmuseum – Eine Bereicherung der Museenlandschaft (S. 9 f.), sowie: Animation im Museum, in: „Das Deutsche Sportmuseum, Überlegungen und Skizzen,“ hrsg. von M.Lämmer, Akademia Verlag, St.Augustin 1991.
- Die Medici. Ikonographische Propädeutik zu einer fürstlichen Sammlung. In: Macrocosmos in Microcosmo, 1994, S. 209 f.
- L'Opera del Duomo di Firenze 1285-1370, Traduzione dell'edizione originale del 1959, in: Archivio di Santa Maria del Fiore, Studi e Testi, Bd. 3, Olschki, Firenze 2009 (Traduzione di Benedetta Campana Heinemann).

Andreas Grote gab 1994 heraus das Standardwerk: 
- Macrocosmos in Microcosmo. Die Welt in der Stube. Zur Geschichte des Sammelns 1450 bis 1800. Opladen 1994 = Berliner Schriften zur Museumskunde 10, Berlin 2014

Zudem veröffentlichte er zahlreiche Einzelaufsätze zu Museen als Bildungsstätten, Animation im Museum, Informationsstrategien im Museum. Seit 1968 war er maßgeblich an der Entwicklung, Organisation und Redaktion eines Führungsblattsystems in den Staatlichen Museen in Westberlin beteiligt. Zur Absicherung des extracurricularen Bildungsangebotes der Museen erfolgte um 1970 auf sein Betreiben die Gründung des Vereins Jugend im Museum e.V.